# Оштра Лука (Доњи Жабар)
Оштра Лука је насељено мјесто у општини Доњи Жабар, Република Српска, БиХ. Према прелиминарним подацима пописа становништва 2013. године, у насељу је живјело 895 становника.

## Географија
Ова насељено мјесто налази се у регији Босанске Посавине.

## Историја
Током рата у БиХ (1992-1995), ово место се нашло на линији фронта. Дејтонским мировним споразумом насеље је подијељено између ентитета Републике Српске и Федерације БиХ. Том подјелом, трећина некадашњег насеља Оштра Лука припада ентитету Република Српска, односно општини Доњи Жабар.

## Становништво
Према попису становништва из 1991. године, мјесто је имало 3.041 становника.
| Демографија | Демографија | Демографија |
| Година      | Становника  | Становника  |
| ----------- | ----------- | ----------- |
| 1948.       | 2.131       |             |
| 1953.       | 2.249       |             |
| 1961.       | 2.452       |             |
| 1971.       | 2.846       |             |
| 1981.       | 3.145       |             |
| 1991.       | 3.032       |             |